# Курьер, Берта де
Берта де Курьер, собственно Каролина Луиза Виктория Курьер (фр. Berthe de Courrière,  Caroline Louise Victoire Courrière, июнь 1852, Лилль — 14 июня 1916, Париж) — французская дама полусвета, модель, подруга политиков и литераторов.

## Биография
В возрасте двадцати лет приехала завоевывать Париж, стала любовницей генерала Буланже, нескольких министров. Отличалась корпулентностью, получила прозвище Большеногая Берта.
Её заметил модный скульптор Огюст Клезингер, она стала моделью для бюста его Марианны во французском Сенате и для статуи Французской Республики на Всемирной выставке 1878 года. После смерти скульптора (1883) Берте досталось солидное наследство.
В 1886 она познакомилась с Реми де Гурмоном, стала его подругой и музой вплоть до самой смерти писателя. Послужила прототипом главных героинь его романов Сикстина (1890) и Призрак (1893), а также мадам Шантелув в романа Гюисманса Без дна (1891). Была знакома с Рашильд, Жарри, Аполлинером.
О ней упоминает в своем дневнике Леон Блуа. Переписка Берты де Курьер и Реми де Гурмона опубликована в 1921 и многократно переиздавалась (в последний раз — в 1982).
Отличалась экстравагантностью, болезненной страстью к священникам и, вместе с тем, тягой к оккультизму и черной магии, а кроме того — психической неуравновешенностью.
Несколько раз попадала в психиатрические лечебницы, написала страстный памфлет против Шарко Нерон, князь наук (1893). Опубликовала ряд заметок о литературе и театре в журнале Меркюр де Франс.
Скончалась через несколько месяцев после смерти Реми де Гурмона. Похоронена на кладбище Пер-Лашез.

## Комментарии
1. ↑  Berthe aux grands pieds — Берта Большеногая.